# Koro (langue des îles de l'Amirauté)
Pour les articles homonymes, voir koro.
Le koro est une des langues des îles de l'Amirauté, parlée à Manus, dans le nord-est, par 400 locuteurs.